# Kimbetopsalis
Kimbetopsalis simmonae  is een uitgestorven zoogdier behorend tot de familie Taeniolabididae van de Multituberculata dat in het Vroeg-Paleoceen in Noord-Amerika leefde.

## Fossiele vondst
De soort werd beschreven aan de hand van fossiele delen van de schedel, de kaken en het gebit uit de Nacimiento-formatie in het San Juan-bekken. Kimbetopsalis leefde in het Puercan-2, ongeveer 65,6 miljoen jaar geleden.

## Kenmerken
Kimbetopsalis had het formaat van een bever. Het gewicht wordt geschat op ongeveer twintig kilogram.  De tanden waren geschikt voor het afbijten van bladeren en takken.